# Súper 10 1994
El Super 10 1994 fue la segunda edición del Super 10.

## Modo de disputa
El torneo se disputó con el sistema de todos contra todos a una serie. Cada partido dura 80 minutos divididos en dos partes de 40 minutos.
Los diez participantes se agruparon en dos grupos, el ganador de cada uno disputó la final por el título.

### Puntuación
Teniendo en cuenta los resultados de los partidos, los puntos se repartieron:
- 4 puntos por victoria.
- 2 puntos por empate.
- 0 puntos por derrota.

También se otorgó punto bonus defensivo:
- 1 punto por derrota por siete o menos tantos.

## Grupo A
| Pos. | Equipo           | Encuentros | Encuentros | Encuentros | Encuentros | Tantos | Tantos | Tantos | PB | PB | Puntos |
| Pos. | Equipo           | PJ         | PG         | PE         | PP         | F      | C      | Dif    | BO | BD | Puntos |
| ---- | ---------------- | ---------- | ---------- | ---------- | ---------- | ------ | ------ | ------ | -- | -- | ------ |
| 1.º  | Queensland Reds  | 4          | 3          | 0          | 1          | 93     | 54     | +39    | 0  | 1  | 13     |
| 2.º  | North Harbour    | 4          | 3          | 0          | 1          | 83     | 59     | +24    | 0  | 1  | 13     |
| 3.º  | Otago            | 4          | 2          | 0          | 2          | 119    | 109    | +10    | 0  | 1  | 9      |
| 4.º  | Transvaal        | 4          | 2          | 0          | 2          | 95     | 74     | +21    | 0  | 0  | 8      |
| 5.º  | Eastern Province | 4          | 0          | 0          | 4          | 70     | 164    | −94    | 0  | 0  | 0      |

## Grupo B
| Pos. | Equipo          | Encuentros | Encuentros | Encuentros | Encuentros | Tantos | Tantos | Tantos | PB | PB | Puntos |
| Pos. | Equipo          | PJ         | PG         | PE         | PP         | F      | C      | Dif    | BO | BD | Puntos |
| ---- | --------------- | ---------- | ---------- | ---------- | ---------- | ------ | ------ | ------ | -- | -- | ------ |
| 1.º  | Natal           | 4          | 4          | 0          | 0          | 92     | 62     | +30    | 0  | 0  | 16     |
| 2.º  | New South Wales | 4          | 3          | 0          | 1          | 90     | 58     | +32    | 0  | 0  | 12     |
| 3.º  | Samoa           | 4          | 2          | 0          | 2          | 96     | 102    | −6     | 0  | 1  | 9      |
| 4.º  | Auckland        | 4          | 1          | 0          | 3          | 71     | 61     | +10    | 0  | 3  | 7      |
| 5.º  | Waikato         | 4          | 0          | 0          | 4          | 66     | 132    | −66    | 0  | 1  | 1      |

## Final
| 14 de mayo de 1994 | Natal Sharks                                                  | 10 – 21 | Queensland Reds                                                          | Estadio Kings Park, Durban                            |                                                       |
|                    | Tries Van der Westhuizen Conversiones Joubert Penales Joubert |         | Tries Scott-Young Lea Conversiones Lynagh Penales Lynagh (2) Drop Lynagh | Asistencia: ? espectadores Árbitro(s): Glen Wahlstrom | Asistencia: ? espectadores Árbitro(s): Glen Wahlstrom |